# Tumo

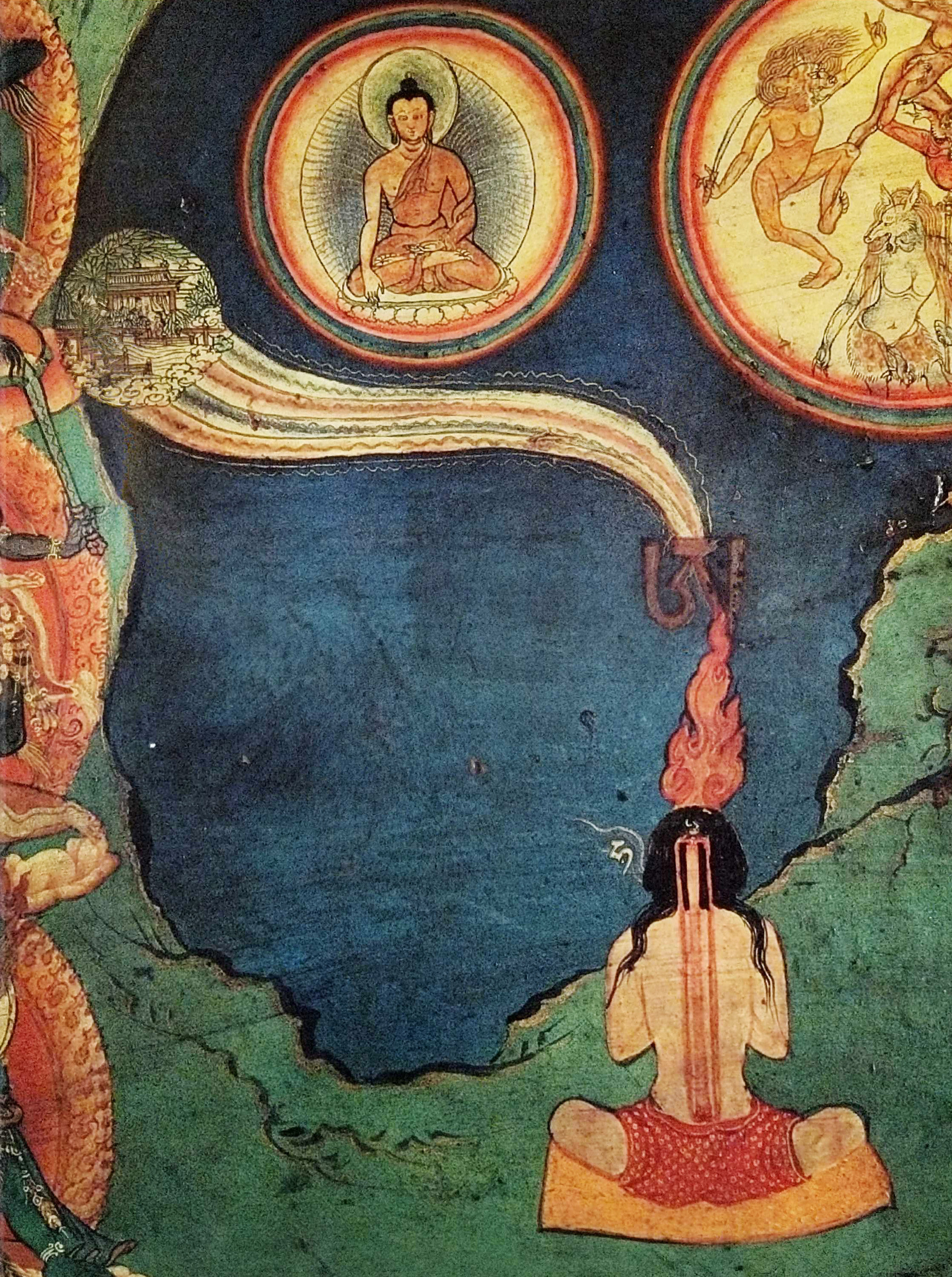
Parte de una ilustración de prácticas de una antigua edición tibetana (siglos X-XII, probablemente prácticas Milarepa).

El tumo o tummó es una práctica de meditación en el budismo tibetano, cuya característica más evidente es la capacidad para subir a voluntad la temperatura del cuerpo para sobrevivir sin abrigo, a bajas temperaturas. 
Su nombre en tibetano es g tum mo (transliteración Wylie) que significa ‘calor interior’, y en sánscrito चण्डाली caṇḍālī (en AITS, alfabeto internacional de transliteración del sánscrito, pronunciado /chanda'li/). Está basado en el llamado yoga tibetano.
Consiste en visualizar una esfera luminosa y cálida en el interior del cuerpo. Esa esfera sería el praná (aire inspirado). Mediante una de las técnicas de pranayama (‘control del aire inspirado’, respiración muy lenta), ese calor es distribuido por el interior del cuerpo, especialmente por las partes corporales más vulnerables al frío, a través de las nadís (‘tuberías’).
Desde el punto de vista del budismo tibetano el tummo se genera en una bindu (‘semilla’) ubicada en los chakrás. Ese tummo es prana que se distribuye en el cuerpo mediante la red de nadís (‘tuberías’).
Igualmente las técnicas de manejo del tummo presenta similitudes o equivalencias con el manejo del prana en la práctica del yoga kundalini en el hinduismo, y/o con la práctica de la alquimia interna (Neidan) para el manejo del Qí utilizado en la  generación del Jingan  (o píldora dorada) con el objetivo de lograr la iluminación o inmortalidad en el taoísmo. Estas equivalencias se deben a que estas prácticas comparten la creencia en que existe una energía subyacente en el cuerpo, que puede ser manejada para concentrarla en un punto del cuerpo del practicante.

## Historia
El tummo es una de las prácticas prescritas en Los seis yogas de Naropa, texto atribuido al mahasiddha del budismo Naropa (1016-1100 d. C.). aunque la tradición budista tibetana sostiene que la práctica fue enseñada en realidad por el Buda Gautama y transmitida oralmente hasta la época de Naropa.
La práctica tummo también se encuentra en el linaje tibetano bön. Uno de los más famosos practicantes de tummo según la tradición tibetana fue Milarepa (1052-1135).
También han escrito respecto a las prácticas del tummo Alexandra David-Néel (1868-1869) y a Anagarika Govinda (1898-1985).

## Evidencia
En 1981 el Dr. Herbert Benson y su equipo de la Escuela de Medicina de Harvard se dirigieron a las montañas del norte de India para estudiar el comportamiento de tres monjes practicantes de un tipo de meditación denominado g-tummo, este estudio fue registrado en vídeo y una parte de ese estudio se muestra en el documental Proezas físicas de la BBC. Una síntesis del mismo aparece publicado en la revista Nature. Ha generado mucho interés entre la comunidad científica debido a que este estudio confirmó que los monjes budistas son capaces de generar niveles elevados de calor del cuerpo durante períodos prolongados de tiempo y expuestos a temperaturas bajo cero. 